# Borstal Boy (pièce de théâtre)
Borstal Boy est une pièce de théâtre de Frank McMahon créée en 1967 à l'Abbey Theatre de Dublin. Il est adapté du roman Borstal Boy de Brendan Behan paru en 1958.

## Argument
Le mot « borstal » signifie maison de correction. L'histoire est celle Brendan Behan, auteur du roman adapté, qui fut placé dans l'une de ces maisons à l'âge de 16 ans.

## Distinctions
- Tony Awards 1970[1]
  - Tony Award de la meilleure pièce